# Marktteilnehmer
Marktteilnehmer sind in der Mikroökonomie Wirtschaftssubjekte, die auf einem Markt als Anbieter, Nachfrager oder Interessensgruppe auftreten.

## Allgemeines
Wirtschaftssubjekte sind Verbraucher (Privathaushalte), Unternehmen, der Staat sowie das Ausland (durch Exporteure und Importeure). Unmittelbare Marktteilnehmer sind die Anbieter und Nachfrager, deren Angebot und Nachfrage die Preisbildung ermöglicht. Die Marktpsychologie kennt auch mittelbare Marktteilnehmer wie Politik (Wirtschaftspolitik durch Markteingriffe oder Preisgrenzen, moralische Appelle), Institutionen (Marktforschung, Verbraucherschutz, Verbraucherorganisationen oder Verbraucherschutzvereine wie Warentest, Werbeagenturen) oder Behörden (Aufsichtsbehörden, Kartellbehörden, Marktregulierung), welche die Rahmenbedingungen des Marktgeschehens definieren und die Kaufentscheidungen der Güternachfrager beeinflussen können. Im weiteren Sinne zählen auch Absatzmittler wie der Handel zu den Marktteilnehmern, er ist im Aggregat der Unternehmen enthalten. Diese Marktteilnehmer tauschen auf einem bestimmten Markt Güter und/oder Dienstleistungen als Folge einer vorangegangenen Entscheidung auf der Grundlage von Marktdaten aus. Sie unterwerfen sich dabei mehr oder weniger strengen Marktverhaltensregeln (Marktordnung), um die Funktionsfähigkeit eines Marktes zu gewährleisten. Die Marktverhaltensregeln können auf ungeschriebenen Handelsbräuchen, normierten Handelsklauseln, Börsenusancen, aber auch auf strengen gesetzlichen Regeln (Börsengesetz, Börsenordnung) beruhen.

## Arten von Marktteilnehmern
Unmittelbare Marktteilnehmer handeln auf Teilmärkten folgende Handelsobjekte:
| Marktbezeichnung | Handelsobjekt              | Anbieter          | Nachfrager         |
| ---------------- | -------------------------- | ----------------- | ------------------ |
| Arbeitsmarkt     | Arbeit                     | Arbeitsangebot    | Arbeitsnachfrage   |
| Gütermarkt       | Güter, Dienstleistungen    | Güterangebot      | Güternachfrage     |
| Devisenmarkt     | Devisen                    | Devisenangebot    | Devisennachfrage   |
| Geldmarkt        | Buchgeld, Geldmarktpapiere | Geldangebot       | Geldnachfrage      |
| Immobilienmarkt  | Immobilien                 | Immobilienangebot | Immobilienachfrage |
| Kapitalmarkt     | Kapital                    | Kapitalangebot    | Kapitalnachfrage   |
| Kreditmarkt      | Kredite                    | Kreditangebot     | Kreditnachfrage    |

Anbieter auf dem Gütermarkt sind entweder der Handel oder die Hersteller, auf dem Devisen- und Geldmarkt die Zentralbank (auch als Nachfrager). Auf dem Arbeitsmarkt sind die Marktteilnehmer als Arbeitsangebot die Privathaushalte und als Arbeitsnachfrage die Unternehmen präsent.

## Anzahl
Die Anzahl der Marktteilnehmer auf einem bestimmten Markt entscheidet über dessen Marktform. Ein einziger großer Marktteilnehmer ist ein Monopolist, wenige mittlere bilden ein Oligopol und viele kleine sind ein Polypol. Heinrich von Stackelberg hat diese Aufteilung im Jahre 1934 erstmals vorgestellt, wobei er noch nach Anbietern (Angebotsmonopol) und Nachfragern (Nachfragemonopol) usw. differenzierte. Diese Marktformen entscheiden über die Wettbewerbsintensität auf einem Markt. Die Positionierung eines einzelnen Marktteilnehmers ergibt sich aus seiner Marktmacht, womit er mehr oder weniger Einfluss auf den Marktpreis ausüben kann. Marktmacht wiederum wird meist mit der Betriebsgröße oder mit Marktanteilen gemessen und besteht aus Angebots- oder Nachfragemacht. Marktteilnehmer besitzen demnach Marktmacht, wenn sie als Folge eines wesentlichen Marktanteils bei Existenz von Marktzutrittsbarrieren merklichen Einfluss auf den Marktpreis nehmen können.

## Marktverhalten
Ein Marktzutritt kann für potenzielle Marktteilnehmer durch Marktschranken erschwert oder gar verhindert werden, die gegebenenfalls mit Markteintrittsstrategien überwunden werden müssen. Ist ein Markteintritt gelungen, müssen die Marktteilnehmer Marktdaten über den Markt, das Handelsobjekt und andere Marktteilnehmer beschaffen und den Informationswert an den ihm zugrunde liegenden Informationskosten ausrichten, sofern Marktdaten nicht kostenlos verfügbar sind. Die Informationsbeschaffung bei der Entscheidungsvorbereitung ist nur solange effizient, bis die Grenzkosten der letzten Information deren Grenznutzen entsprechen. Dann haben sie sich eine Markttransparenz verschafft, die eine Kauf- oder Verkaufsentscheidung ermöglicht. Marktteilnehmer treffen ihre Entscheidungen (Kauf oder Verkauf) aufgrund der von ihnen zuvor gesammelten Marktdaten und der Marktentwicklung. Dabei werden sie von ihren Präferenzen beeinflusst. Sie setzen eigene Aktionsparameter (Preis, Menge, Produktqualität) ein, müssen als Reaktionsparameter die Reaktionen anderer Marktteilnehmer berücksichtigen (Entscheidungen der Konkurrenz, Kaufzeitpunkt der Kunden) und die sich aus dem Umweltzustand ergebenden Datenparameter (den Markt betreffende Gesetze, Witterung) in Kauf nehmen. Marktteilnehmer richten ihr Verhalten nach ihren Zielen aus. Ziele der Marktteilnehmer sind auf der Anbieterseite meist Gewinnmaximierung und bei den Nachfragern Nutzenmaximierung.

## Eigenheiten auf Teilmärkten
Art und Verhalten der Marktteilnehmer sind auf allen Märkten gleich. Es ist deshalb ohne Belang, ob sich die Marktteilnehmer auf einem Gütermarkt (Konsumgüter, Commodities oder Investitionsgüter), Geldmarkt (Tages- und Termingeldhandel, Devisenmarkt), Kapitalmarkt (Aktienmarkt, Rentenmarkt), Börse (Terminbörse, Warenbörse), Gesundheitsmarkt oder Kunstmarkt befinden. An modernen Börsen lassen sich die Anbieter (Emittenten) und Nachfrager (Anleger) durch Börsenhändler vertreten, die standardisierten Handelsobjekte (Aktien, Anleihen, Devisen) lagern woanders, die Börsenkurse handeln nicht die Anbieter und Nachfrager untereinander aus, sondern überlassen dies den Skontroführern. Deshalb gelten Anbieter und Nachfrager an Börsen als mittelbare Marktteilnehmer; sie werden „Handelsteilnehmer“ genannt. Unmittelbare Marktteilnehmer an Börsen sind Kreditinstitute, Broker und Market Maker.
Auf komplexen Märkten ist für den einzelnen Marktteilnehmer eine hohe Markttransparenz schwer zu erreichen. So gehören beispielsweise zu den Marktteilnehmern auf dem Gesundheitsmarkt die Patienten,  Leistungserbringer (beispielsweise niedergelassene Ärzte, Krankenhäuser, Apotheken, Physiotherapeuten, Krankenversicherungen) und Pharmaunternehmen. Letztere bieten verschreibungspflichtige und nicht verschreibungspflichtige Präparate an, so dass insgesamt die Markttransparenz als äußerst gering einzustufen ist. Sowohl die Anzahl der beteiligten Marktteilnehmer als auch die Anzahl der Handelsobjekte und deren Beurteilung (Indikation, Packungsbeilage) erschweren Ärzten und Patienten eine angemessene Markttransparenz. Auf dem Immobilienmarkt führt die Heterogenität der Immobilien (Wohn- und Gewerbeimmobilien) dazu, dass diese als heterogene Güter eingestuft werden, was zu einer fehlenden Markttransparenz beiträgt. Je niedriger die Markttransparenz ist, desto höher sind die Transaktionskosten für die Marktteilnehmer. Hohe Transparenz herrscht hingegen auf Märkten, wo die Anzahl der Anbieter und Produkte überschaubar sind wie auf dem Mineralölmarkt.

## Marktregulierung
Ein unlauteres Verhalten ist unzulässig, wenn es die geschützten Interessen der Marktteilnehmer und der Allgemeinheit spürbar beeinträchtigt (§ 3 UWG). Marktteilnehmer sind nach der Legaldefinition des § 2 Abs. 1 Nr. 2 UWG neben Mitbewerbern und Verbrauchern alle Personen, die als Anbieter oder Nachfrager von Waren oder Dienstleistungen tätig sind.
Marktteilnehmer sind nach § 1 UWG vor unlauteren geschäftlichen Handlungen durch das Lauterkeitsrecht geschützt. Da der Markt nicht Träger eigener Rechte sein kann, muss sein Schutz durch andere Interessengruppen wahrgenommen werden. Es gibt deshalb hoheitliche Steuerungsmaßnahmen wie Marktzulassungsregeln (etwa Zulassungspflichten für Heilberufe oder für Kreditinstitute oder Versicherungen) und/oder öffentlich-rechtliche Regulierungsbehörden (Bundesnetzagentur, BaFin; siehe Liste von Regulierungsbehörden). Ihre Aufgabe besteht in der Marktregulierung, um ein Marktversagen zu verhindern. Der Schutz der Marktteilnehmer selbst kann etwa durch Verbraucherschutz gewährleistet werden.

## Wirtschaftliche Aspekte
Die Wissensökonomie geht davon aus, dass alle Marktteilnehmer Wissenslücken aufweisen über das, was sie nicht zur Kenntnis nehmen wollen (Informationsbeschaffung zu aufwändig), können (Privatwissen anderer Marktteilnehmer über ihre Präferenzen), dürfen (Betriebsgeheimnisse über Produktqualitäten) oder weil es kein sicheres Wissen gibt (etwa Prognosen über die künftige Marktentwicklung). Über Produkte/Dienstleistungen wissen die Anbieter mehr als die Nachfrager, so dass letztere ein Kaufrisiko haben. Diesem liegen auch asymmetrische Informationen zugrunde. All dies kann zu einem geringeren Informationsgrad der unvollständigen Information führen, die typisch ist für unvollkommene Märkte.